# Décès en 1120
Décès
- 1116
- 1117
- 1118
- 1119
- 1120
- 1121
- 1122
- 1123
- 1124

Cette page dresse une liste de personnalités mortes au cours de l'année 1120 :
- février : Eudes le Sénéchal, ou Eudes de Ryes et parfois Eudo FitzHubert, lord de Colchester, fut le sénéchal des rois d'Angleterre Guillaume le Conquérant, Guillaume le Roux et Henri Beauclerc.
- 23 mars : Guillaume II de Garlande, sénéchal de France.
- 20 avril : Géraud de Salles, ermite prédicateur et fondateur d'établissements religieux.
- 30 juin : Jérôme de Périgord, évêque de Valence.
- 3 septembre : Frère Gérard, ou Gérard l'Hospitalier, fondateur de la congrégation des Hospitaliers, qui deviendra par la suite l’ordre de Saint-Jean de Jérusalem.
- 24 septembre : Welf II de Bavière, duc de Bavière et marquis de Toscane.
- 4 octobre : Giordano da Clivio (en), archevêque de Milan.
- 25 novembre : Ralph le Roux (en), chevalier qui participe à la première croisade.

- Afridun I (en), ou Afridun le martyr, shah de Chirvan.
- Baudouin III de Hainaut, comte de Hainaut.
- Daniel II, évêque d'Aleth.
- Euthyme Zigabène, moine byzantin.
- Fujiwara no Sadazane, calligraphe japonais.
- Guillaume V d'Angoulême, comte d’Angoulême.
- Ingegerd de Norvège, reine de Danemark et de Suède, épouse du roi Oluf Ier de Danemark puis de Philippe de Suède.
- Kulothunga I (en), roi de la dynastie Chola.
- Robert Ier d'Aversa, prince de Capoue et comte d'Aversa.
- Théoger de Metz, évêque de Metz.
- Żyrosław I (en), évêque de Wrocław.

décédés le 25 novembre, dans le naufrage de la Blanche-Nef
- Guillaume Adelin, héritier du trône d'Angleterre.
- Mahilde (comtesse de Perche) (en), fille naturelle d'Henri Ier d'Angleterre.
- Richard de Lincoln (en), fils naturel d'Henri Ier d'Angleterre.
- Richard d'Avranches (comte de Chester) (en).
- Geoffrey Ridel, baron anglais.
- Thomas FitzStephen (en), capitaine de la Blanche-Nef.

date incertaine
- avant le 27 mars : Aymon II de Bourbon, seigneur de Bourbon.

## Crédit d'auteurs
- Cet article est partiellement ou en totalité issu de l'article intitulé « 1120 » (voir la liste des auteurs).